# Ian Taylor (Fußballspieler, 1968)
Ian Kenneth Taylor (* 4. Juni 1968 in Birmingham) ist ein ehemaliger englischer Fußballspieler. Als Mittelfeldspieler war er vor allem für seine Zeit zwischen 1994 und 2003 für Aston Villa bekannt. Nachdem er 1993 mit Port Vale die Football League Trophy gewonnen hatte, errang er drei Jahre später mit den „Villans“ den Ligapokal.

## Sportlicher Werdegang

### Beginn der Profikarriere (1991–1994)
Taylors Profikarriere begann verhältnismäßig spät und in jungen Jahren arbeitete er als Gabelstaplerfahrer. Er spielte zunächst nur in der unterklassigen Southern League für Moor Green und wechselte im Mai 1992 – kurz vor seinem 24. Geburtstag – in den Profibereich zum Viertligisten Port Vale. Dabei hatte der Talentscout eigentlich den beim Gegner Burton Albion aktiven Darren Roberts beobachten wollen. Port Vales Trainer John Rudge sah in Taylor einen möglichen Nachfolger für den abgewanderten Robbie Earle und schnell etablierte sich dieser in der Mannschaft des Drittligisten. Auf Anhieb schoss Taylor in der Saison 1992/93 fünfzehn Ligatreffer und dazu gewann er mit seinem Team die Football League Trophy. Mit seinen Leistungen wurde er in diesem Jahr ebenso in die „Mannschaft des Jahres“ in der dritten Liga nominiert wie auch in der anschließenden Saison 1993/94, die mit dem Aufstieg in die zweite Liga endete.
Im Juni 1994 wechselte Taylor in die Premier League zu Sheffield Wednesday, wobei die strittige Ablösesumme kurze Zeit später auf eine Million Pfund festgelegt wurde – dazu noch 100.000 Pfund für den Fall eines Einsatzes in der englischen Nationalmannschaft, 25.000 Pfund für jeweils zehn erzielte Treffer (gültig bis zu 50 Toren) sowie eine 15%-Beteiligung an künftigen Weiterverkaufszugewinnen. Taylors Aufenthalt war nur von kurzer Dauer und bereits im Dezember 1994 zog er weiter zu Aston Villa für den identischen Preis von einer Million Pfund plus dem Spieler Guy Whittingham; die Zuzahlungen wurden dadurch obsolet und der Profit für Sheffield Wednesday bestand in dem quasi ablösefreien Whittingham.

### Aston Villa (1994–2003)
Aston Villa war für Taylor der Wunschverein, da er dem Klub schon seit seiner Kindheit angehangen hatte. Schnell entwickelte er sich zu einem Publikumsliebling und obwohl er nun häufig deutlich defensiver agierte (und gelegentlich auch in der Abwehr eingesetzt wurde), verhalf er dem Klub zunächst in der Saison 1994/95 mit noch 22 Ligaeinsätzen zu einem knappen Klassenerhalt und im Jahr darauf gewann er neben dem Sprung auf Platz 4 den Ligapokal. Dabei schoss er trotz einiger Verletzungssorgen im November und Dezember 1995 wichtige Tore bei den Siegen gegen Manchester United, den FC Wimbledon, Leeds United und den FC Southampton. Darüber hinaus traf er im Ligapokalfinale per Distanzschuss gegen Leeds (3:0). Auch in der Folgezeit blieb Taylor eine feste Größe bei den „Villans“ und neben seiner bevorzugten Mittelfeldrolle kam er vermehrt in der Abwehrmitte und im neuen Verbund mit der Dreierabwehrkette als offensiver Außenspieler („Wingback“) zum Einsatz. Mit seinem ausdauernden Einsatz galt er aufgrund seiner zumeist unspektakulären Spielweise als einer der „unbesungenen Helden“ im aufstrebenden Team, das sich zu dieser Zeit regelmäßig für die europäischen Vereinswettbewerbe qualifizierte. Dort schoss er im UEFA-Pokal 1997/98 drei Tore auf dem Weg bis ins Viertelfinale, darunter das vorentscheidende 2:0 im Achtelfinalrückspiel gegen Steaua Bukarest, bevor in der Runde der letzten acht Mannschaften das knappe Aus gegen Atlético Madrid folgte. Der nächste Erfolg war im Jahr 2000 das Erreichen des Endspiels im FA Cup, in dem Taylor im Mittelfeld gegen den FC Chelsea antrat und mit 0:1 unterlag. Die Ära von Ian Taylor ging dann im Verlauf der Saison 2001/02 dem Ende entgegen, nachdem der vormalige Trainer John Gregory im Januar 2002 durch Graham Taylor ersetzt worden war. Nach Ablauf der Spielzeit 2002/03 verließ Ian Taylor Aston Villa ablösefrei.

### Ausklang der aktiven Laufbahn (2003–2007)
Ende Juni 2003 schloss sich Taylor dem Zweitligisten Derby County an. Dort wurde er in der Saison 2003/04 zum Mannschaftskapitän ernannt, schoss zwölf Pflichtspieltore und verhinderte mit seinen Mannen den Abstieg in die Drittklassigkeit mit nur einem Punkt Abstand knapp. Im Jahr darauf erreichte Taylor mit Derby die Play-off-Spiele zum Aufstieg in die Premier League, scheitere jedoch im Halbfinale an Preston North End. Während dieser Zeit erhielt er im Mai 2004 eine Anfrage, anlässlich der Qualifikationsspiele zur WM-Endrunde 2006 in Deutschland für Barbados aufzulaufen. Taylor wäre aufgrund der Herkunft seiner Mutter für den karibischen Inselstaat spielberechtigt gewesen, lehnte die Offerte jedoch ab – und offenbarte, dass ihn bereits fünf Jahre zuvor ein ähnliches Angebot erreicht hatte.
Letzte Profistation war für Taylor zwischen 2005 und 2007 Northampton Town. Den Viertligisten führte er in der Saison 2005/06 zur Vizemeisterschaft und nach dem damit verbundenen Aufstieg in die dritthöchste Spielklasse hielt er in seinem finalen Profijahr mit Northampton sicher die Klasse. Am 27. April 2007 verkündete er im Vorfeld des Spiels gegen Huddersfield Town seinen Rücktritt vom aktiven Sport.

## Nach der aktiven Karriere
Taylor begann im Anschluss an seine aktive Laufbahn als Fußballexperte zu arbeiten, vorrangig für „AVTV“, den Online-TV-Dienst von Aston Villa. Neben Aktivitäten als Botschafter und als Spieler in den Traditionsmannschaften für den Klub, machte er als Designer einer eigenen Marke für Kopfhörer und Lautsprecher („iT7 Audio“) von sich reden.

## Titel/Auszeichnungen
- Englischer Ligapokal (1): 1996
- Football League Trophy (1): 1992/93
- PFA Team of the Year (3): 1992/93 (3. Liga), 1993/94 (3. Liga), 2005/06 (4. Liga)